# Explosión minera en Wujek-Śląsk de 2009
El 18 de septiembre de 2009, un estallido, producido en una galería de Ruda Śląska (Polonia) situada a 1050 metros de profundidad por una bolsa de gas metano, provocó la muerte de 17 mineros, además de dejar heridas a 42 personas, de las que diecisiete se encuentran en estado grave.
En el momento del accidente se encontraban en la zona afectada más de 40 personas, algunas de los cuales consiguieron subir a la superficie por sus propios medios, para ser inmediatamente trasladados a hospitales cercanos.
El portavoz e ingeniero principal de la mina, Andrzej Bielecki, explicó a los medios que la explosión ocurrió a las 10.15 horas y que gracias a la rápida intervención de los socorristas, «el incendio pudo ser controlado en un tiempo bastante corto». Hubo, sin embargo, unos primeros momentos de confusión y los equipos de rescate llegaron a pensar que la mayoría de los mineros habían sufrido heridas leves y solo habían fallecido tres.
Varios de los fallecidos perdieron la vida en las ambulancias a consecuencia de las graves quemaduras.
Cinco helicópteros, varias ambulancias y personal médico se movilizaron hacia esa zona para participar en las labores de rescate y el traslado de los heridos hacia centros hospitalarios cercanos.
El vice primer ministro y titular de Interior, Grzegorz Schetyna, se trasladó inmediatamente al lugar de la tragedia, mientras el presidente de Polonia, Lech Kaczynski, expresaba sus condolencias a los afectados.
«No hay palabras en esta situación que puedan dar consuelo a las familias», escribió Kaczynski en un comunicado que se hacía público ayer horas después de la explosión.
También el primer ministro, Donald Tusk, quien en esos momentos se encontraba en Bruselas, tomó un avión para dirigirse a Ruda Śląska, en la cuenca minera de la Silesia polaca.
La oficina del presidente Lech Kaczynski anunció dos días de luto nacional. Fueron cancelados muchos acontecimientos culturales y las banderas fueron izadas a media asta en los edificios oficiales.